# Йонссон, Йенс
Йенс Йонссон (дат. Jens Jønsson; род. 10 января 1993, Орхус) — датский футболист, защитник и полузащитник клуба АЕК. Участник Олимпийских игр 2016 года в Рио-де-Жанейро.

## Клубная карьера
Йонссон — воспитанник клуба «Орхус» из своего родного города. 2011 году он был включён в заявку основной команды. 4 декабря в матче против «Копенгагена» он дебютировал в датской Суперлиги. 10 декабря 2012 года в поединке против «Силькеборга» Йенс забил свой первый гол за клуб.
Летом 2016 года Йонссон перешёл в турецкий «Коньяспор», подписав контракт на три года. В матче против «Антальяспора» он дебютировал в турецкой Суперлиге.
25 августа 2020 года Йонссон подписал двухлетний контракт с испанским «Кадисом».

## Международная карьера
В 2015 году в составе молодёжной сборной Дании Йонссон принял участие в молодёжном чемпионате Европы в Чехии. На турнире он сыграл в матчах против Сербии, Германии и Швеции.
В 2016 году Йонссон в составе олимпийской сборной Дании принял участие в Олимпийских играх в Рио-де-Жанейро. На турнире он сыграл в матчах против команд Ирака, ЮАР, Бразилии и Нигерии.
3 ноября 2020 года он получил свой первый вызов в сборную Дании.

## Статистика

### Матчи Йонссона за сборную Дании
| Матчи Йонссона за сборную Дании | Матчи Йонссона за сборную Дании | Матчи Йонссона за сборную Дании | Матчи Йонссона за сборную Дании | Матчи Йонссона за сборную Дании | Матчи Йонссона за сборную Дании |
| ------------------------------- | ------------------------------- | ------------------------------- | ------------------------------- | ------------------------------- | ------------------------------- |
| №                               | Дата                            | Соперник                        | Счёт                            | Голы Йонссона                   | Соревнование                    |
| 1                               | 11 ноября 2020                  | Швеция                          | 2:0                             | —                               | Товарищеский матч               |
| 2                               | 15 ноября 2020                  | Исландия                        | 2:1                             | —                               | Лига наций УЕФА 2020/2021       |
| 3                               | 28 марта 2021                   | Молдова                         | 8:0                             | —                               | Чемпионат мира 2022 (отбор)     |
| 4                               | 12 ноября 2021                  | Фарерские острова               | 3:1                             | —                               | Чемпионат мира 2022 (отбор)     |
| 5                               | 15 ноября 2021                  | Шотландия                       | 0:2                             | —                               | Чемпионат мира 2022 (отбор)     |

Итого: 5 матчей / 0 голов; 4 победы, 0 ничьих, 1 поражение.